# Tjørnadalsfossen
Tjørnadalsfossen er et vandfald i Ullensvang kommune i Vestland i Norge. Den ligger i Stølselvi, en sideelv i den fredede Opo-dal, lidt syd for byen Odda og lige ved riksvei 13. Stølselvi løber ud i Sandvinsvannet.